# Acanthopsyche emiliae
Acanthopsyche emiliae är en fjärilsart som beskrevs av Franciscus J.M. Heylaerts 1890. Acanthopsyche emiliae ingår i släktet Acanthopsyche och familjen säckspinnare. Inga underarter finns listade i Catalogue of Life.